# Ioannina (periferie-district)
Ioannina (Grieks: Ιωάννινα, Albanees: Janinë, Aroemeens: Ianina) is een periferie-district (perifereiaki enotita) in de Griekse regio Epirus. De hoofdstad is het gelijknamige Ioannina en het departement had 170.239 inwoners (2001).

## Geografie
Het departement grenst in het noordwesten aan de Albanese prefecturen Gjirokastër en Korçë. Verder grenst Ioannina aan de Griekse departementen Kastoria in het noordoosten, Grevena en Trikala in het oosten, Arta in het zuidoosten, Preveza in het zuiden en Thesprotia in het westen.
Met het Pindosgebergte in het oostelijk en noordelijk deel van Ioannina gelegen, is het grootste departement van Epirus zeer bergachtig. De op een na hoogste berg van Griekenland, de Smolikas (2637 m) bevindt zich in het noordoosten van het gebied. Hier bevindt zich tevens het Nationaal Park Vikos-Aoös. Tussen dit park en de hoofdstad Ioannina in het zuiden, ligt het historische gebied Zagori. Het Aroemeense stadje Metsovo/Aminciu in het oosten van het departement is een bekende wintersportplaats. Grote rivieren als de Arathos en de Aoös ontspringen in Ioannina en ook bevinden zich hier twee grote meren; het Meer van Ioannina en het Meer van Pigon.

## Plaatsen[2]
| Plaats                            | Hoofdplaats (vroeger) | Postcode  | GEMEENTE         | Hoofdplaats van de gemeente |
| --------------------------------- | --------------------- | --------- | ---------------- | --------------------------- |
| Agios Dimitrios                   | Theriakisi            | 455 00    | Dodoni           | Agia Kyriaki                |
| Anatoli                           |                       | 455 00    | Ioannina         | Ioannina                    |
| Ano Kalamas                       | Parakalamos           | 440 04    | Pogoni           | Kalpaki                     |
| Ano Pogoni                        | Kefalovryso           | 440 06    | Pogoni           | Kalpaki                     |
| Bizani                            | Pedini                | 455 00    | Ioannina         | Ioannina                    |
| Kentriko Zagori (Centraal-Zagori) | Asprangeloi           | 440 07    | Zagori           | Asprangeloi                 |
| Delvinaki                         |                       | 440 02    | Pogoni           | Kalpaki                     |
| Dodona                            |                       | 455 00    | Dodoni           | Agia Kyriaki                |
| Anatoliko Zagori (Oost-Zagori)    | Miliotades            | 455 00    | Zagori           | Asprangeloi                 |
| Egnatia                           | Mikro Peristeri       | 442 00    | Metsovo          | Metsovo                     |
| Ekali                             | Metamorfosi           | 455 00    | Zitsa            | Eleousa                     |
| Evrymenoi                         | Klimatia              | 440 03    | Zitsa            | Eleousa                     |
| Ioannina                          |                       | 450 … 454 | Ioannina         | Ioannina                    |
| Kalpaki                           |                       | 440 04    | Pogoni           | Kalpaki                     |
| Katsanochoria                     | Kalentzi              | 440 13    | Voreia Tzoumerka | Pramanta                    |
| Konitsa                           |                       | 441 00    | Konitsa          | Konitsa                     |
| Lakka Souliou                     |                       | 441 00    | Dodoni           | Agia Kyriaki                |
| Mastorochoria                     | Pyrsogianni           | 440 15    | Konitsa          | Konitsa                     |
| Metsovo                           |                       | 442 00    | Metsovo          | Metsovo                     |
| Molossoi                          | Voutsaras             | 440 03    | Zitsa            | Eleousa                     |
| Pamvotida                         | Katsikas              | 455 00    | Ioannina         | Ioannina                    |
| Pasaronas                         | Eleousa               | 455 00    | Zitsa            | Eleousa                     |
| Perama                            |                       | 455 00    | Ioannina         | Ioannina                    |
| Pramanta                          |                       | 440 01    | Voreia Tzoumerka | Pramanta                    |
| Selles                            | Tyria                 | 455 00    | Dodoni           | Agia Kyriaki                |
| Tymfi                             | Tsepelovo             | 440 10    | Zagori           | Asprangeloi                 |
| Tzoumerka                         | Chouliarades          | 455 00    | Voreia Tzoumerka | Pramanta                    |
| Zitsa                             |                       | 440 03    | Zitsa            | Eleousa                     |
| Aetomilitsa                       |                       | 440 15    | Konitsa          | Konitsa                     |
| Distrato]                         |                       | 440 19    | Konitsa          | Konitsa                     |
| Fourka                            |                       | 440 08    | Konitsa          | Konitsa                     |
| Nisos Ioanninon (eiland)          |                       | 455 00    | Ioannina         | Ioannina                    |
| Kalarites                         |                       | 440 01    | Voreia Tzoumerka | Pramanta                    |
| Lavdani                           |                       | 440 02    | Pogoni           | Kalpaki                     |
| Matsouki                          |                       | 440 01    | Voreia Tzoumerka | Pramanta                    |
| Milea                             |                       | 442 00    | Metsovo          | Metsovo                     |
| Papigko                           |                       | 440 16    | Zagori           | Asprangeloi                 |
| Pogoniani                         |                       | 440 05    | Pogoni           | Kalpaki                     |
| Syrrako                           |                       | 450 … 454 | Voreia Tzoumerka | Pramanta                    |
| Vathypedo                         |                       | 482 00    | Voreia Tzoumerka | Pramanta                    |
| Vovousa                           |                       | 440 14    | Zagori           | Asprangeloi                 |

Arta · Ioannina · Preveza · Thesprotia